# Park Seong-min
Park Seong-min (nascida em 1996) é uma política sul-coreana que serve como membro do Conselho Supremo do Partido Democrata sob a liderança de Lee Nak-yon desde setembro de 2020.
Park foi anteriormente um dos dois porta-vozes da juventude do seu partido indicados pelo então líder do partido Lee Hae-chan através da primeira competição aberta para este cargo. Ela também serviu como membro do Comité de Estudantes Universitários do seu partido em 2018 e co-presidente do comité de políticas da juventude da cidade de Yongin em 2019.
Park é actualmente uma estudante na Universidade da Coreia com especialização em língua e literatura coreanas.
Em 4 de setembro de 2020, a sua nomeação para o Conselho Supremo do seu partido foi confirmada, dando início ao seu mandato como membro do Conselho; ela é o membro mais jovem.
A partir de setembro de 2020, Park preside ao grupo de trabalho do partido para assuntos da juventude.